# Мастара
Мастара (вірм. Մաստարա) — село в марзі Арагацотн, на заході Вірменії. Село Дзорагюх підпорядковується селу Мастара. Село розташоване на ділянці Талін — Маралік траси Єреван — Гюмрі. Село розташоване за 9 км на північ від міста Талін, за 18 км від міста Маралік сусіднього марзу Ширак, за 3 км на південний захід від села Дзорагюх, за 5 км на північний захід від села Акунк, за 10 км на північний схід від села Татул, за 10 км на схід від села Ацашен, за 11 км на південний схід від села Зарінджа та за 10 км південь від села Ланджік сусіднього марзу Ширак.

## Церква Святого Іоанна Хрестителя

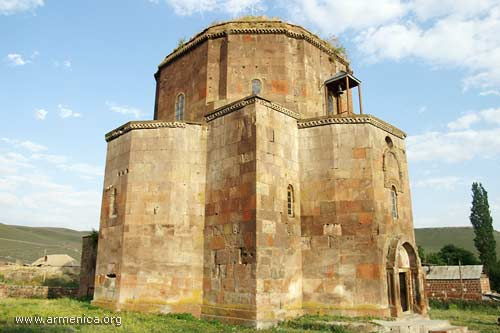
Церква

Церква Святого Іоанна Хрестителя (вірм. Սուրբ Հովհաննես Մկրտիչ եկեղեցի) була побудована у V столітті. Храм має гострі кути і апсиди з чотирьох сторін. Навколо церкви розіпнуто кілька таких же давніх хачкарів, що гармонійно зливаються з церквою. Архітектурний стиль символізує перехід вірменського церковного від простих композицій до складних церковних конструкцій, на зразок церкви Святої Рімпсіме в Ечміадзіні.